# David Berkoff
David Charles „Dave” Berkoff  (ur. 30 listopada 1966 w Abington) – amerykański pływak. Wielokrotny medalista olimpijski.
Specjalizował się w stylu grzbietowym. Brał udział w dwóch igrzyskach (IO 88, IO 92), na obu zdobywał medale. Jego koronnym dystansem było 100 m grzbietem. Sięgnął na nim po dwa medale olimpijskie (srebro w 1988, brąz cztery lata później), w 1987 był drugi na mistrzostwach Pacyfiku. W latach 1988–1991 należał do niego rekord świata w tej konkurencji. Dwa złote medale wywalczył w sztafecie w stylu zmiennym, przy czym w 1992 płynął jedynie w eliminacjach. W 1987 i 1989 zwyciężał w NCAA. W 2005 został przyjęty do International Swimming Hall of Fame.